# Копычинецкая городская община
Копычинецкая городская община (укр. Копичинецька міська громада) — территориальная община в Чортковском районе Тернопольской области Украины.
Административный центр — город Копычинцы.
Население составляет 14841 человек. Площадь — 170,7 км².
В соответствии с распоряжением Кабинета Министров Украины от 12 июня 2020 года, в состав общины вошла территория Копычинецкого городского совета, а также Гадинковского, Котовского, Майданского, Оришковского, Сухоставского, Тудоровского и Яблоновского сельских советов упразднённого Гусятинского района.

## Населённые пункты
В состав общины входят 1 город и 11 сёл:
- Город Копычинцы
- Гадинковский старостинский округ:
  - Выгода
  - Гадинковцы
- Котовский старостинский округ:
  - Емелевка
  - Котовка
  - Теклевка
- Майданский старостинский округ:
  - Майдан
- Оришковский старостинский округ:
  - Оришковцы
- Сухоставский старостинский округ:
  - Сухостав
- Тудоровский старостинский округ:
  - Тудоров
- Яблоновский старостинский округ:
  - Рудки
  - Яблонов